# لیست ایران سربلند در انتخابات شوراهای شهر و روستا (۱۴۰۰)

نشان شورای ائتلاف نیروهای انقلاب اسلامی

لیست ایران سربلند، نام فهرست انتخاباتی است که از سوی شورای ائتلاف نیروهای انقلاب اسلامی (شانا) برای انتخابات ششمین دوره شوراهای شهر و روستا اعلام موجودیت کرد.
محمدباقر قالیباف، رئیس مجلس شورای اسلامی، از لیست ائتلاف ایران سربلند در شورای شهر تهران اعلام حمایت کرد.

## تهران
| مهدی چمران پرویز سروری جعفر بندی شربیانی سید جعفر تشکری هاشمی حبیب کاشانی سید محمد آقامیری زهرا شمس احسان | سوده نجفی سید احمدی علوی علی‌اصفر قائمی علیرضا نادعلی محمد آخوندی مهدی اقراریان مهدی بابایی | مهدی پیرهادی احمد صادقی مهدی عباسی میثم مظفر ناصر امانی نرجس سلیمانی نرگس معدنی‌پور |

## مشهد
| حسین حسامی ابراهیم علیزاده حسن موحدیان مهدی ناصحی حسن منصوریان | مجید طهوریان عسکری مجید دبیریان موسی‌الرضا حاجی بگلو حمید ضمیری سید حسین علوی مقدم | هاشم دائمی حسن کریم‌دادی فاطمه سلیمی ایمان فرهمندی مجید نجات حسین |

## اصفهان
| مجید نادرالاصلی محمدرضا فلاح محمد نورصالحی فرزانه کلاهدوزان ابوالفضل قربانی احمدرضا مصور منوچهر مهروی‌پور | مصطفی نباتی‌نژاد علی صالحی رسول میرباقری غلامحسین صادقیان عباس حاج‌رسولی‌ها سید امیر سامع |

## کرج
| عمار ایزدیار سید مرتضی اعتصامی محمد اسدیان جواد چپردار مجتبی حاجی قاسمی حسین مهاجری فاطمه منعمی | مسعود محمدی علیرضا سعیدی علی ذبیحی (بعداً جایگزین حسین سعیدی سیرایی شد.) حسین حبیبی علی اسدیان سید روح‌الله احمدپور |

## شیراز
| علیرضا اسکندری سید احسان اصنافی محمدتقی تذروی غلامعلی ترابی سید ابراهیم حسینی افسانه خواست‌خدایی مهدی طاهری | مسعود زارعی علی‌اکبر سلطانی مهدی نصیری قره‌قانی مصطفی کیانی رحیمی ابراهیم کمالی سیده مریم حسینی |

## تبریز
| سید کاظم زعفرانچی روح‌الله دهقان‌نژاد حکیمه غفوری روح‌الله رشیدی علی نوای باغبان احد صادقی هوشنگ پاکدل | یاسین بجانی محمدحسین جعفری داوود شعبانی علی راستی علی آجودان‌زاده علی زارعی |

علی کریم پور

## اهواز
| محمدمهدی مطیعی محمدحسین ملایی زمانی غلامرضا شانه‌سازان سید محمدجواد رضوی حمید دغاغله علی مدد هاشم‌پور احمد سراج سید محمدعلی پورموسوی | حجت‌الله زارع‌زاده سیاوش محمودی سعاد چنانی فریدون اسداللهی مصطفی معلا سید بهروز مشعشعیان یاسین سواری حیدر قطب‌الدین |

## کرمانشاه
| سید احسان احسانی احسان حیدریان هاشم درویشی کامران ملکی | شهریار نعمت خسرو زرافشانی حیدر حیدری فردین امیری |

## رشت
| رضا عاشری سید امیرحسین علوی مهدی نوری هریس نادر حسینی سید حسین رضویان ابوالفضل پورمجیب | محسن سماکچی مهرداد مهرگان مجتبی میرجینی محمد صفری زهرا نامور عربانی |

## یزد
| محسن ابوترابی محمدباقر پارسائیان مجید تجملیان فاطمه حقیرالسادات غلامحسین دشتی فاطمه زارع | عزیزالله سیفی مرتضی شقایق محمدمهدی نیکونژاد سید ناصر حیدری محمدعلی اعتباری |

## اردبیل
| ابراهیم صفری سلامت صفری میرمحمد سیدهاشمی سید ناصر حسینی بهزاد عباس‌زاده جواد انصاری ابراهیم علیپور قوام صابری سارا محمدی | ناطق درآبادی زکی‌الله خوشبخت |